# Szódavíz

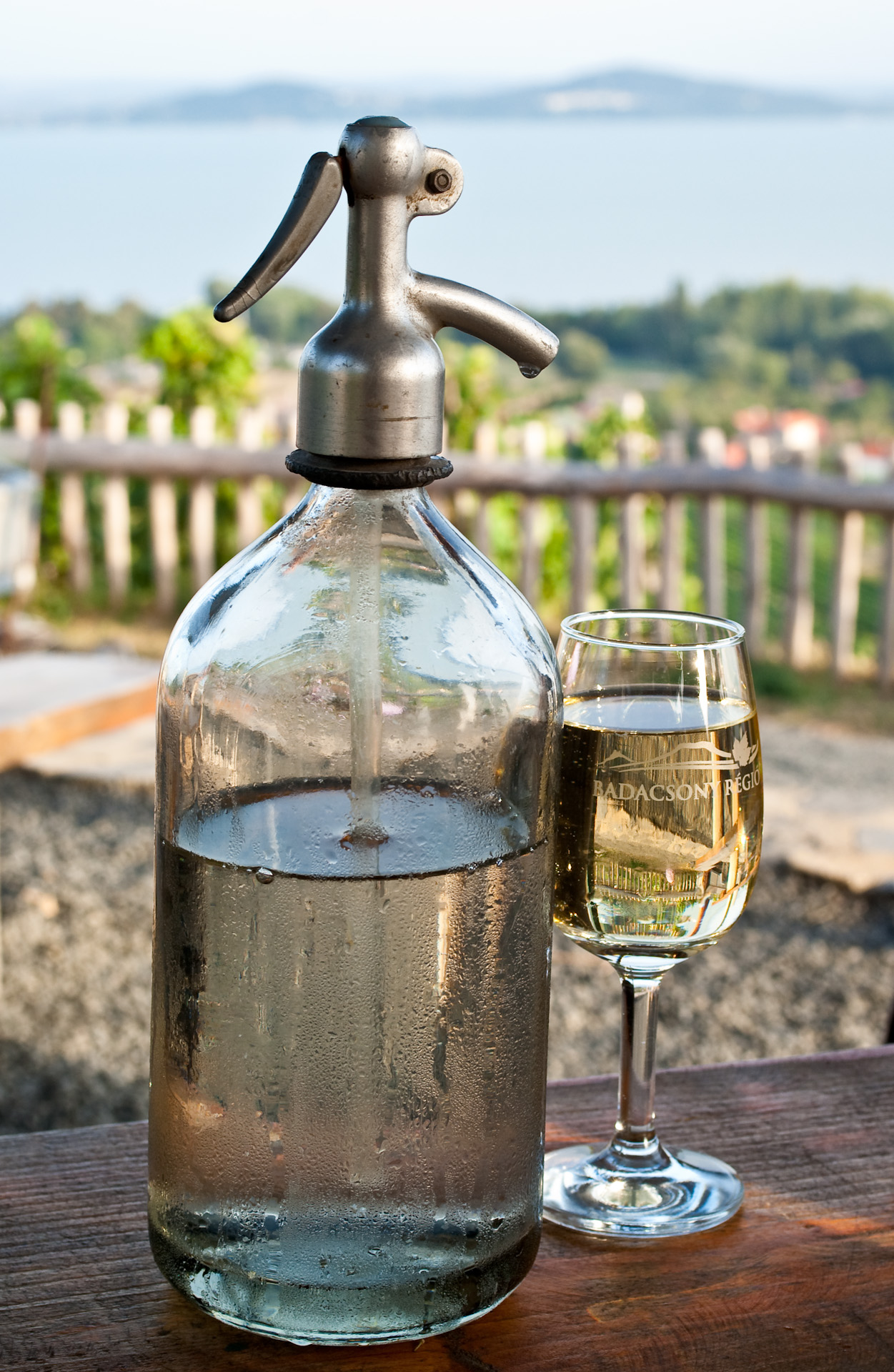
Szódásüveg és borospohár

A szódavíz (másként szikvíz, a köznyelvben szóda is) nyomás alatt lévő szénsavas ital. „Szikvíznek” csak olyan terméket szabad nevezni Magyarországon, amit szifonfejes palackba, vagy speciális fejjel ellátott (szifonfejes felvezető szárral) szikvizes ballonba (általában 25 literes ballonokba) töltenek. Szomjoltó ital, illetve fröccsadalék. 
Magyarországon való gyártását Jedlik Ányos dolgozta ki, aki eljárását 1829-ben írta le „Mesterséges savanyúvizek” című tudományos értekezésében. 2013-ban a szikvíz bekerült a Magyar Értéktárba (Hungarikum, Hagyományos különleges termék. A Codex Alimentarius Hungaricus az 1/2003/HKT számú termékleírásában részletezi a szikvíz, közkeletű nevén szódavíz fogalmát. (Maga a szikvíz szó onnan ered, hogy szódavíz készítéséhez felhasznált szénsavat tévesen a sziksóval azonosították.) Neve pontatlan, mert a szóda a nátrium-karbonát közismert neve.

## Jellemzői
A mai szódavíz úgy készül, hogy nagy nyomáson (4-6 bar) szén-dioxidot áramoltatnak át ivóvizen, vagy ásványvizen, ami így sokkal jobban telítődik szénsavval, mint légköri nyomáson:
CO2 + H2O ⇌ H2CO3
A palackokat ezen a nagy nyomáson töltik, amikben a gáz oldódása még folytatódik, így azokban a nyomás valamelyest (kb. 10%) lecsökken. A palackban a szabad gáz és a víz aránya 15% / 85%, ami biztosítja a víz kinyerését a palackból. Az oldott CO2 tartalom: kb. 7-8 g/liter, pH értéke 3 és 4 közötti.

## Története
A természetes savanyú vizeket, az ún. „borvizeket” előszeretettel fogyasztották, főleg Erdélyben, de Európa szerte voltak hasonló források.

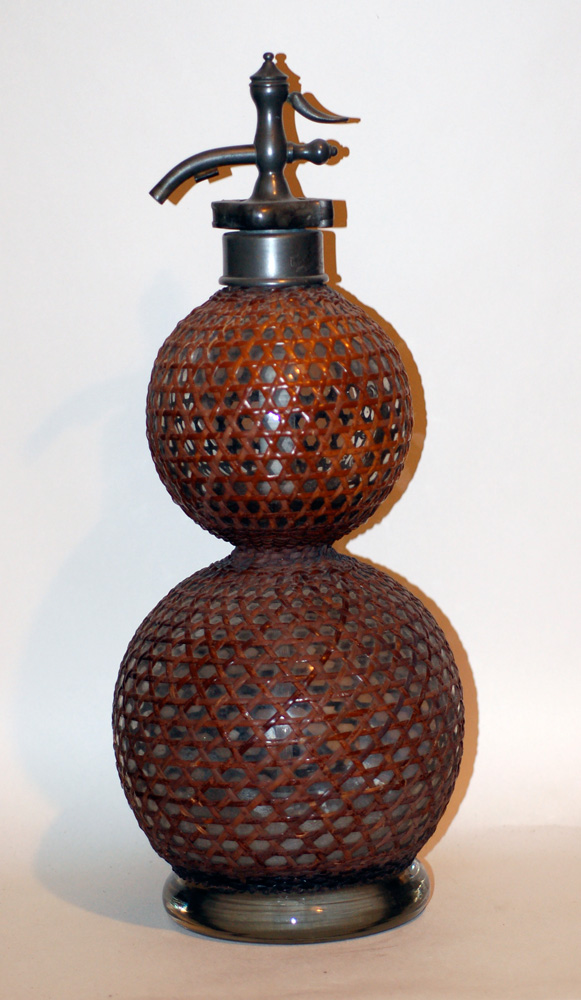
Gazogene (Seltzogene) a késő viktoriánus korból

Mesterségesen Joseph Priestley elegyített széndioxidot vízzel elsőként 1767-ben. Egy sörfőzde mellett lakott, így megfigyelhette, hogy az erjedő alkohol felett gáz lebeg, ami kioltja a közelébe tartott égő faforgácsot, s eközben a gázelegy alászáll a földre. Mivel a gáz (szén-dioxid) nehezebb a levegőnél, „nehéz levegő”-nek nevezte (angolul: fixed air). Kísérletezni kezdett a gázzal, és otthoni laboratóriumában is előállította, majd vízben oldotta és megtapasztalta, hogy ezáltal kellemes, fanyar ízű folyadék keletkezik.
A Royal Society 1772-ben Priestleyt Copley-éremmel tüntette ki a természettudományok terén elért eredményeiért, a többi között a „szódavíz” feltalálásáért. Priestley eljárása a gáz elnyeletésére rendkívül lassú volt. Kereskedelmi mennyiségben 1777-ben került először forgalomba, egy Mr. Parker (v. Barker) nevű feltaláló jóvoltából Londonban. A ma is ismert, két gömbből álló szifon formában árulta Gazogene néven. Az alsó részben víz volt, a felső részben szódabikarbóna és borkősav, amiből a szén-dioxidot nyerték. Ezt azonban még nem nevezték szódavíznek.

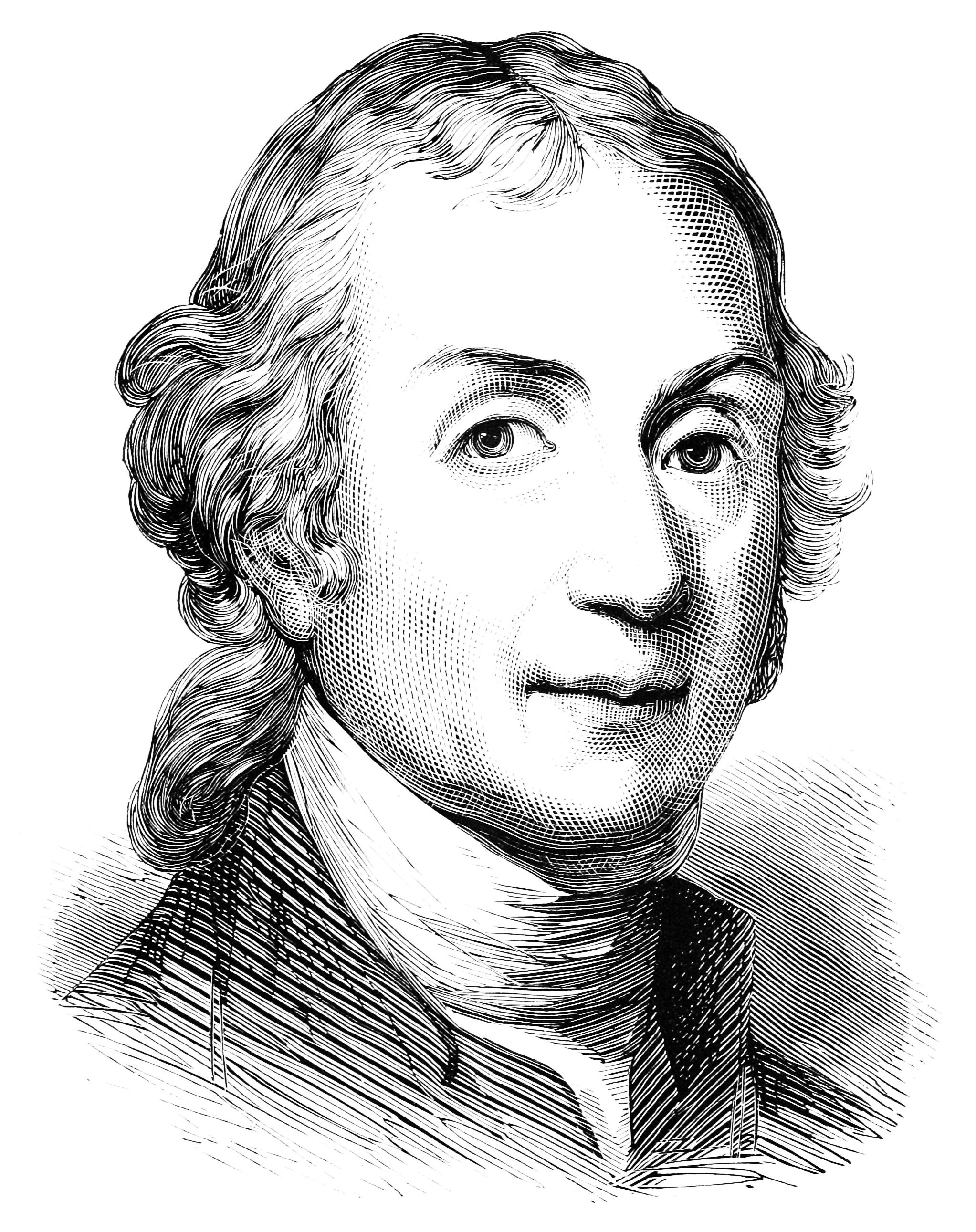
Joseph Priestley, akit a „szódavíz” atyjának tartanak

Szódavíz készítésére először Dublinban adtak szabadalmat 1809-ben W. F. Hamiltonnak, de az eljárást már 1799-ben alkalmazta egy szintén dublini Augustine Thwaites nevű patikus is. Végül a szabadalmat felvásárolva megalakította az „A. & R. Thwaites & Co.” nevű cégét, amelyet úgy hirdetett, hogy „A szódavíz feltalálói, AD., 1799”. Bár találmányát nem szabadalmaztatta, de Priestley felfedezését felhasználva a svájci J.J Schweppe már jóval korábban kidolgozott egy hatékony eljárást szódavíz készítésére (amit ő Geneva Systemnek nevezett), és 1783-ban megalakította a „Schweppes & Co.” cégét. 
Eleinte csak orvosi célokra szánta termékét, és a kezdeti sikerek után 1792-ben átköltözött Londonba is, de pár év után csődbe ment, és végül 1799-ben eladta cégét, amely azonban azóta is világhírű. A szódavíz fogyasztása a 19. század elejére vált szélesebb körben is elterjedtté Angliában, miután Charles Plinth feltalálta a szódásszifont 1813-ban, amellyel adagolni lehetett a szódavizet, anélkül, hogy a palackból elszökött volna a nyomás.

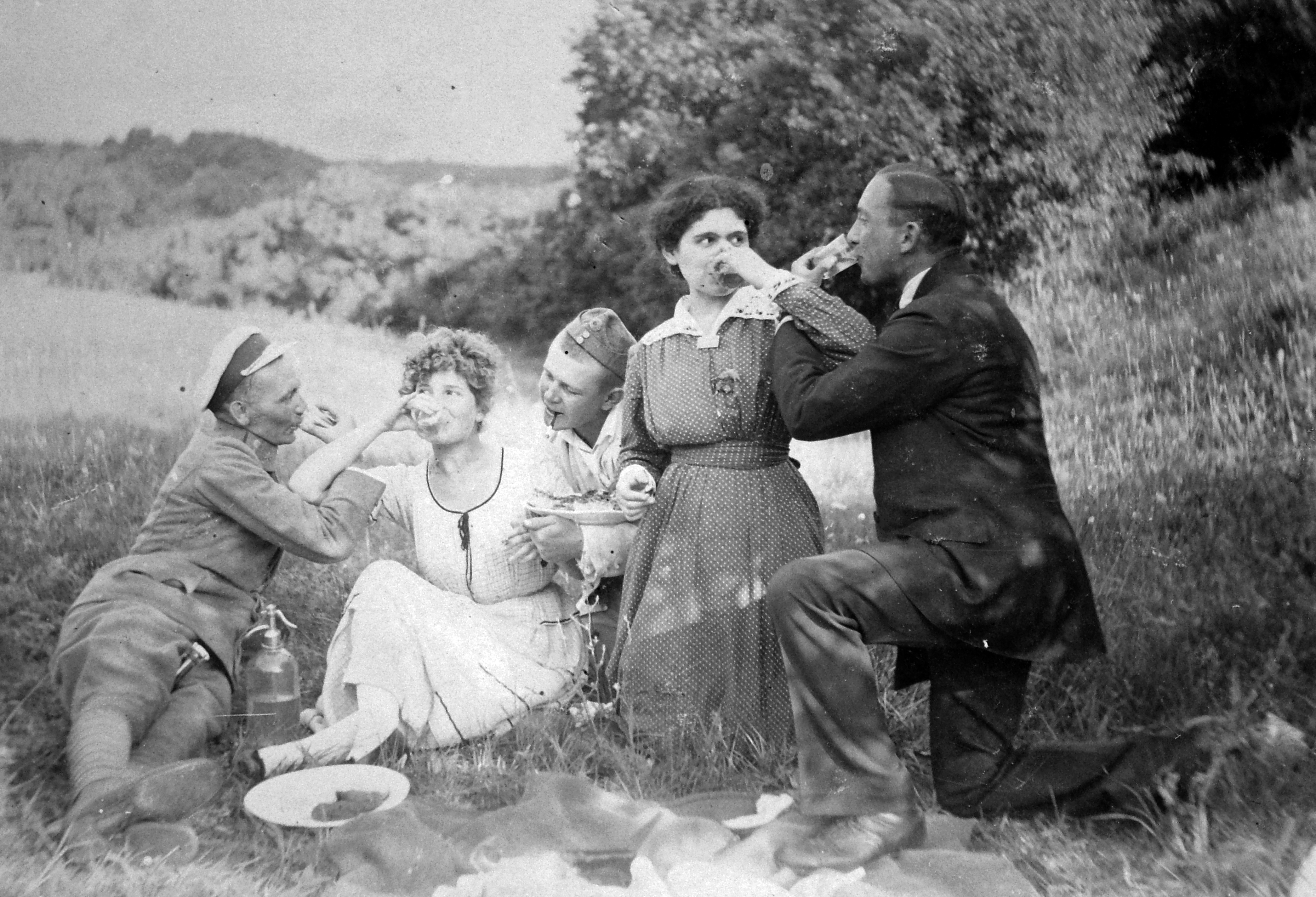
Szódavíz fogyasztása 1910-ben

## Magyarországon
Magyarországon 1826-ban Jedlik Ányos ért el új eredményeket, amikor a Győrbe szállított balatonfüredi ásványvizet szerette volna egy friss, mesterséges szénsavas vízzel helyettesíteni. Először csak rendtársait lepte meg egy általa „apparatus acidularis”-nak nevezett berendezéssel, majd 1828–29-ben kezdett behatóan foglalkozni a mesterséges savanyúvíznek iparilag is használható készítési módjával. Ismert volt számára, hogy Genfben már régebb óta állítanak elő savanyúvizet, de ezeket az eljárásokat titokban tartották. Hamarosan azonban ő is hatékony eljárást dolgozott ki, amit 1830-ban közzé is tettek Bécsben, Jedlik latin nyelvű cikkét németre fordítva. Az ő nevéhez fűződik a szikvíz olcsó nagyüzemi gyártása Magyarországon, és az a megoldás, hogy a szifon aljáról egy cső segítségével érdemes a szódavizet kinyerni, hogy több szén-dioxid maradjon az italban.
Jedlik Ányos nyomán hazánkban gyorsan közkedvelt lett a mesterséges ásványvíznek is nevezett szikvíz. Ezzel egyidőben a fővárosi rézművesek, lakatosok hamarosan ráálltak a gépek gyártására, és ennek köszönhető, hogy már a 19. században virágzásnak indult a szikvízgyártás, mint kisipari mesterség. Kezdetben a szódavizet szikvízgyártó kisiparosok állították elő és üveg szódásszifonokban árulták, amelyek visszaválthatók voltak üresen. 
Budapesten 1927-ben Hechst Károly (1902–1959), mérnök, a józsefvárosi ipartestületi elnök, szikvízgyárat alapított a VIII. kerületi Szerdahelyi utca 8-as szám alatt. Akkoriban a budapesti szikvízgyártók igen nagy tiszteletben tartották valamint vezérüknek tekintették őt. Hechst Károly vezetéknevét „Horányi”-ra 1934. október 20-án magyarosította; fivére, a híres dr. Horányi Béla (1904–1986), ideg- és elmegyógyász, egyetemi tanár, az orvostudományok doktora volt. Hechst Károly anyja, idősebb Hechst Károlyné Schubert Terézia, akinek a családja már évtizedekkel korábban szikvizet gyártott Pesten. A plombával ellátott kengyelzáras szifonú új Hechst–Schubert rendszerű szikvizes palackokban több gyártónál is található volt 1920-as évektől.
A 20. század második felében megjelentek a fémből készült palackok (szifonok), amelyekben a szén-dioxidot és a nyomást a rászerelhető patron tartalma adja. A rászerelés során a patronból a nyomás alatt álló szén-dioxid átáramlik és összekeveredik a vízzel. A 20. század végén a szikvízgyártó kisiparosok átálltak a műanyag palackban tárolható szódavíz árusítására. Nem ritka, hogy a szódavizet házhoz szállították a vásárlóknak. A 2000-es évek elején jelentősége nagy mértékben csökkent az olcsó ásványvizek elterjedése miatt. Főleg Angliában azonban még ma is népszerű egy világszerte kapható otthoni készülék, a „SodaStream”, amelyhez ízesítés is adható.